# スカンソリオプテリクス
スカンソリオプテリクス（英: Scansoriopteryx, 「登る翼」の意味）は、アヴィアラエ類の恐竜の属の一つである。中国、遼寧省で発見された単一の幼体の標本が記載されていて、イエスズメほどの大きさの動物である。足の構造からは木登り生活に適応していたことが示唆される。
また、タイプ標本には羽毛の痕跡が残されていた。
スカンソリオプテリクスは正当に出版された最初の名前であるにもかかわらず、この属は多くの研究者によってエピデンドロサウルス（Epidendrosaurus）のシノニムであるとされ、そのジュニアシノニムとして扱われることがある。

## 特徴

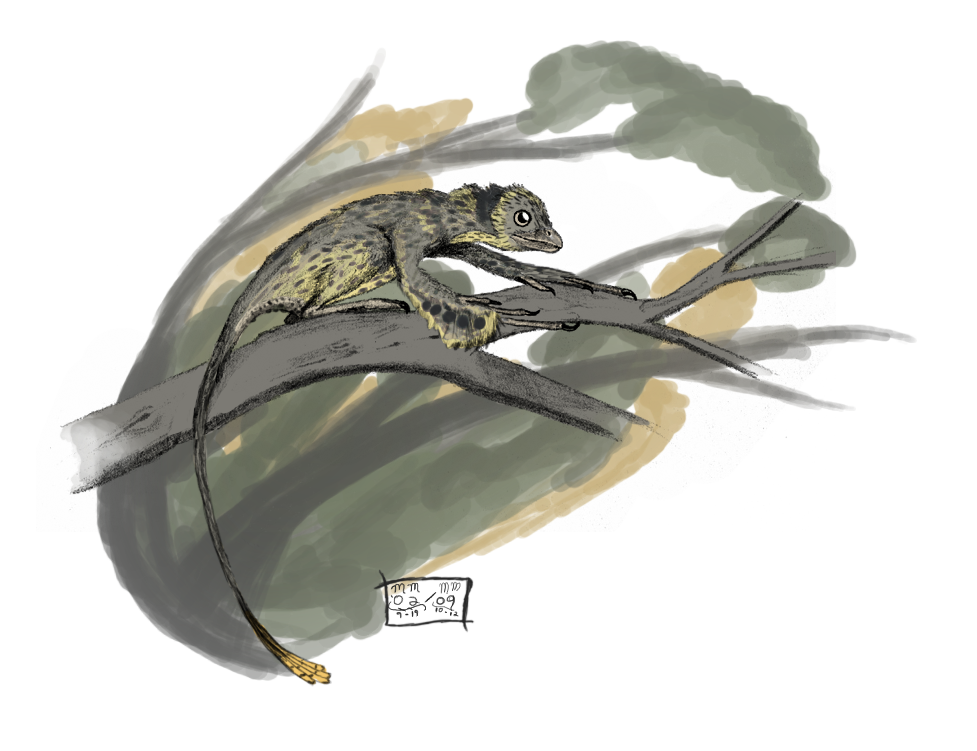
復元図

タイプ種Scansoriopteryx heilmanniのタイプ標本（CAGS02-IG-gausa-1/DM 607）はいくつかの点で始祖鳥に似た、孵化したてのマニラプトル類の化石である。注目すべきことに他の進歩的なマニラプトル類と異なり、寛骨臼が貫通しておらず、恥骨が前を向く「原始的状態」である。最も独特な特徴は長い第三指で、第二指のほぼ2倍の長さがある。これは第二指が最長である他の獣脚類とは異なる形状である。また、大きな第一趾を持つ点でも特異である
Epidendrosaurus ninchengensisのホロタイプであるこの属の第2の標本（IVPP V12653）もまた、幼体の標本である。この標本は部分的に関節が外れた状態であり、ほとんどの骨は3次元構造ではなく石板中の印象として保存されている。印象から比較的長い尾を持っていたことが示唆される。
スカンソリオプテリクスの独特の特徴の一つは細長い第三指であり、これは手の指で最長で（第二指の2倍近い、通常獣脚類では第二指が最長）、昆虫をほじって食べる哺乳類であるアイアイの指と類推される可能性がある。また幅が広く、丸い顎も注目される。下顎には少なくとも12本の歯があり、後方のものに比べ前方のものが大きい。下顎骨は互いに癒合して可能性があり、同様の特徴は他にはオヴィラプトロサウルス類のみにみられる。尾は長く大腿骨の6-7倍の長さがあり、末端には扇状の羽毛が存在した。
幼体の標本のみしか発見されておらず、成熟個体での大きさは不明である。タイプ標本は小さく、イエスズメほどの大きさの動物であった。

## 分類

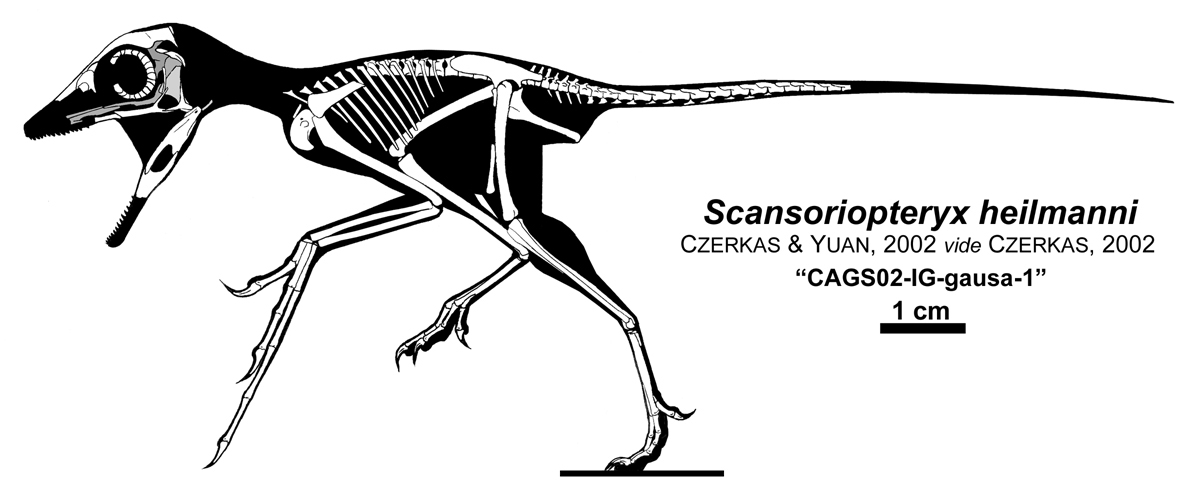
タイプ標本の復元骨格

スカンソリオプテリクスはそれ自体の名を冠したスカンソリオプテリクス科に分類される。恐竜の系統関係の研究からスカンソリオプテリクスは真鳥類に最も近縁で、アヴィアラエのクレードに属することが分かっている
スカンソリオプテリクスという名前の状態については論争の的となっていた。タイプ標本は異常に小さな標本であるEpidendrosaurus ninchengensisがオンライン上で記載された数ヵ月後に記載されたため、エピデンドロサウルス（Epidendrosaurus）という名前はスカンソリオプテリクスが出版された後になるまで印刷物が出版されなかった。これら2つの標本はおそらく同じ属であり、良く似ていて、国際動物命名規約(ICZN)21条に従えばスカンソリオプテリクスに優先権がある。スカンソリオプテリクスの記載された論文は発行部数が非常に少なかったものの、およそ2002-09-02には頒布されており、エピデンドロサウルスが記載された論文の印刷物が頒布されるより早くかった。しかし、エピデンドロサウルスの名がインターネット上で専門家に幅広く使用されるのに十分な期間があった。この状況はJerry Harrisにより提案されたデジタルオブジェクト識別子（DOI）を有する電子論文が利用可能になるのは、命名を目的とする「出版物」としての資格が与えられた印刷物が頒布されたあとになるように考慮するべきとするICZNの修正案において、事例の一つとされた。Harrisはエピデンドロサウルスという名前は最初に現われたものの、スカンソリオプテリクスという名前が最初に印刷物として出版され、正当な名前であり、ICZNはオンライン上での命名を正当なものと認識せず、その結果混乱を生じ、優先権を持っていると言及した。科学文献において、トーマス・ホルツやアラン・フェドゥーシア (Alan Feduccia) のようにスカンソリオプテリクス属をエピデンドロサウルスのシニアシノニムとして扱う研究者もいる。一方でケヴィン・パディアン (Kevin Padian) のようにジュニアシノニムとして扱う研究者もいる。

### 推論
CzerkasおよびYuanはスカンソリオプテリクスの原始的かつ鳥に似た特徴を備えていることから恐竜の進化に関して異端な議論を主張した。
原始的な「竜盤類様」の恥骨とがっしりした坐骨に基づき、スカンソリオプテリクスは明らかに始祖鳥より原始的であると言及した。また、寛骨臼が完全に貫通していない。貫通した寛骨臼は恐竜の鍵となる特徴であり、伝統的にこの分類群の定義に使用されている。筆者らは恐竜に一般的な寛骨臼から進化して二次的に閉じたものである可能性も考慮しつつも、他の原始的な特徴からこれは本当に原始的な特徴であり、スカンソリオプテリクスは最も鳥に似た恐竜の中で、既知で最も原始的な恐竜として位置づけられるとした。CzerkasおよびYuanはこれを「原マニラプトル類」と称し、グレゴリー・ポールのヴェロキラプトルのような大型で地上性のマニラプトル類は小型で、樹上性の飛行もしくは滑空生活をしたものから進化したという仮説を支持した。しかし、筆者らはこの案をポールよりも発展させ、ジョージ・オルシェフスキーが1992年に提唱したBCF仮説（ "birds came first" hypothesis）を支持し、真の獣脚類は二次的に飛べなくなった、もしくは少なくとも樹上性になったもので、小型で樹上性のスカンソリオプテリクスに似た祖先から進化したものであると主張した。CzerkasおよびYuanはまた、多くの系統樹とは逆にマニラプトル類は他の獣脚類の系統からは分かれており、この分離は獣脚類の進化の非常に初期であったと主張した。

## 生息年代

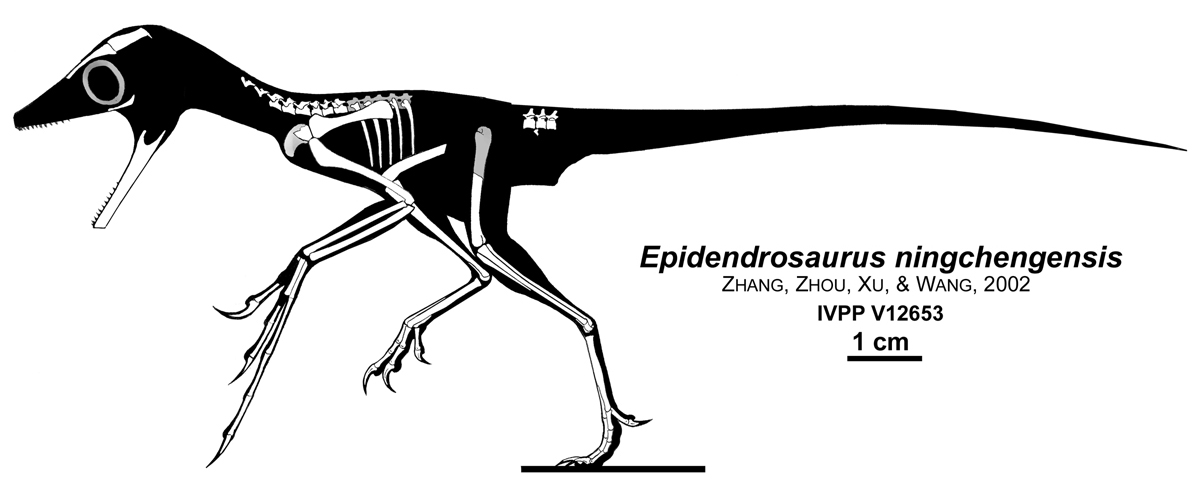
エピデンドロサウルスの復元骨格

スカンソリオプテリクスのタイプ標本は個人の化石商によって発見され、正確な地質データが記録されていないため由来は不明確である。CzerkasおよびYuanは最初、化石の発見地は義県層の可能性が高いと報告したものの、 Wang et al. (2006)の研究では道虎溝層の年代であるとされ、つまりエピデンドロサウルスと同じ単層である可能性を示唆し、そのシノニムである可能性が高い。道虎溝層はジュラ紀中-後期のものと推定されているものの、激しい論争がある。詳細は道虎溝層を参照。
エピデンドロサウルスのホロタイプは中国東北部の道虎溝化石層で発掘された。今までのところ、この層の年代は不明確である。様々な論文においてここで発見された化石はジュラ紀中期（1億6900万年前）から白亜紀前期（1億2200万年前）までのどこかのものとされてきた。この累層の年代からエピデンドロサウルスと他の類似の恐竜との関係、さらには一般的な鳥類の起源が類推される。ジュラ紀中期であるということは道虎溝の鳥に似た恐竜はジュラ紀後期に生息した最古の鳥である始祖鳥よりも古いことを意味する。スカンソリオプテリクスの由来は不明確であるが、Wang et al. (2006)の研究では道虎溝層の年代であるとされ、つまりエピデンドロサウルスと同じ単層である可能性示唆し、そのシノニムである可能性が高い。

## 純生物学
タイ、プーポクにあるサオクア層で発見された複数の小さな卵の化石（胚を含む）が最初、スカンソリオプテリクスに似た小型の恐竜のものと考えられた。しかし、後の研究の結果この卵は実際にはオオトカゲ下目のトカゲのものであることがわかった

### 木登り

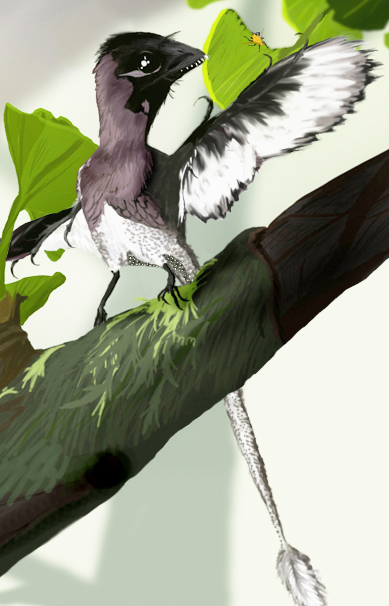
木登りする個体の復元図

スカンソリオプテリクスの記載において、CzerkasおよびYuanは樹上性であったという証拠を挙げている。現在の全ての鳥類の雛とことなり、スカンソリオプテリクスの前肢が後肢よりも長いことに注目している。そして、筆者らはこの一般的でない特徴は成長の最初期においても移動に関して重要な役割を持っていたことを示していると主張した。化石には足の構造がよく保存されており、筆者は第一趾が対向している、つまり現在の鳥の樹上性の鳥類の多くに見られるように後を向いた状態であったと解釈した。さらに筆者らは標本の短く、硬直した尾は木登りに適応したものだと指摘した。尾は現在のキツツキのものに良く似た支柱として使われた可能性もある。またイグアナ科のトカゲのような細長い第三指を持つ現在の木登りをする種の比較からもスカンソリオプテリクスが木登りをしたとする仮説が支持される。実際、スカンソリオプテリクスの手は雛が木登りをする現在の鳥類であるツメバケイのものよりはるかに木登りに適応している。
エピデンドロサウルスもまた細長い手と特異な足に基づいて樹上性であると解釈されている。記載者は長い手と曲がった鉤爪は木によじ登り枝の中を移動するの適応していると言及している。筆者らの意見では鳥類の翼の進化の初期段階において、前肢が木登りのためによく発達した状態になり、この発達がのちに飛行を可能とする翼の進化へとつながったとしている。飛ぶことの出来る鳥の手は比較的短いため、長く、ものをつかめる手は飛ぶことより木に登ることに適していると言及している。
Zhang et al.はまたエピデンドロサウルスの足は非鳥恐竜の中では特異であることに注目した。エピデンドロサウルスの標本には現在の木にとまる鳥類の持つ後を向いた趾のような第一趾は保存されていなかったものの、エピデンドロサウルスの足はカタイオルニスやロンギプテリクスのような原始的な木にとまる鳥類のものと非常に似た構造をしていた。四肢すべてにものをつかむ能力がある適応からエピデンドロサウルスが顕著に樹上性であった可能性が高い。

### 羽毛と鱗
スカンソリオプテリクスはかぼそく、ダウン状の羽毛の印象が体の一部の周辺に保存されており、現在の鳥類のダウンに見られるものに似たV字型のパターンを形成している。最も目立つ羽毛の印象は左の前腕と手に残されたものである。この領域の長い羽毛からCzerkasおよびYuanは
スカンソリオプテリクスが羽ばたいて飛んだ可能性は除外しつつも、成体のスカンソリオプテリクス科では跳躍や初歩的な滑空の助けとなるのに十分な羽毛が発達していたと推測した。他のマニラプトル類同様にスカンソリオプテリクスは半月状の手首の骨を持ち、鳥類のように手を折りたたむ動作が可能であった。たとえ羽ばたいて飛ぶことが出来なかったとしても、この動作は枝から枝へと跳躍する際に運動性を促進することが可能であっただろう。鱗は尾の基部近くにのみ保存されていた。そして、エピデンドロサウルスの標本には尾の先にかすかな羽毛の印象が保存されており、パターンはミクロラプトルに見られるものと類似している。